# Чжанхуа (повіт)
Повіт Чжанхуа (кит. трад. 彰化縣, піньїнь: Zhānghuà xiàn) — один з повітів провінції Тайвань Китайської республіки.

## Географія
Повіт Чжанхуа розташований в західній частині острова Тайвань.

## Населення
У 2012 році в повіті проживало 1 мільйон 300 тисяч осіб.

## Історія
В давнину цю землю населяли люди з народності бабуза. Коли в 1662 році Коксінґа вигнав з острова європейців і проголосив на ньому владу імперії Мін, то ці землі увійшли до складу повіту Тяньсін (天兴县). У 1683 році Тайвань був захоплений Цінською імперією, і ці землі увійшли до складу повіту Чжуло (诸罗县) провінції Фуцзянь. В 1723 році, у зв'язку з тим, що на Тайвань переселилося велика кількість людей з материка, влада почала створювати додаткові одиниці адміністративного поділу, і місцевість була виділена в окремий повіт Чжанхуа.
У 1895 році Тайвань був переданий Японії, і японці встановили свою систему адміністративно-територіального поділу.
Після капітуляції Японії в 1945 році Тайвань був повернутий під юрисдикцію Китаю. У 1950 році відбулася реформа адміністративно-територіального поділу, в результаті якої був відтворений повіт Чжанхуа.

## Адміністративний поділ
До складу повіту входять 1 місто повітового підпорядкування, 7 міських волостей і 18 сільських волостей.
- Міста повітового підпорядкування
  - Чжанхуа
- Міські волості
  - Бейдоу (北斗鎮)
  - Ерлінь (二林鎮)
  - Хемей (和美鎮)
  - Лукан (鹿港鎮)
  - Тяньчжун (田中鎮)
  - Сіху (溪湖鎮)
  - Юаньлінь (員林鎮)